# Bér zelený

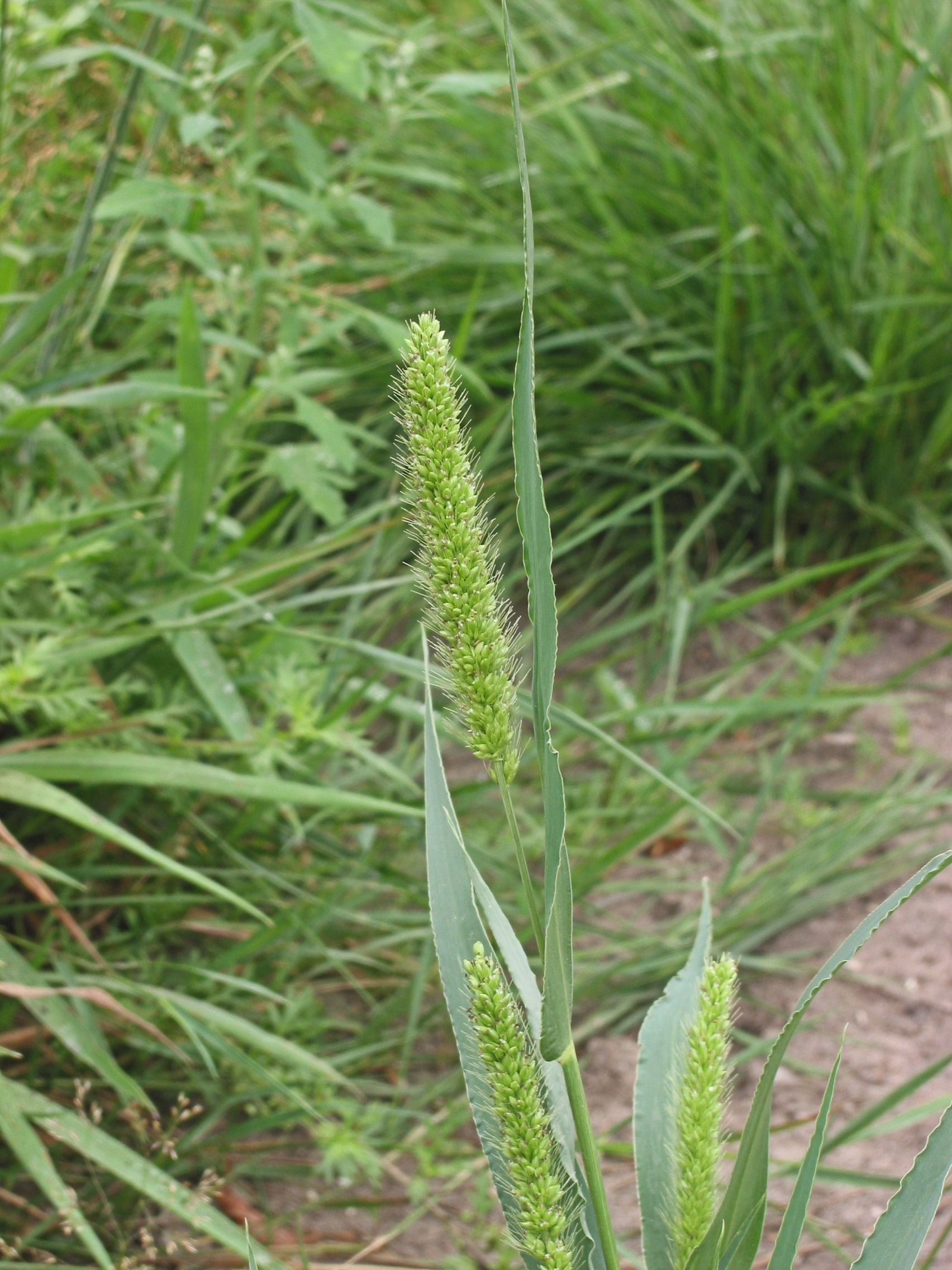
Květenství před květem

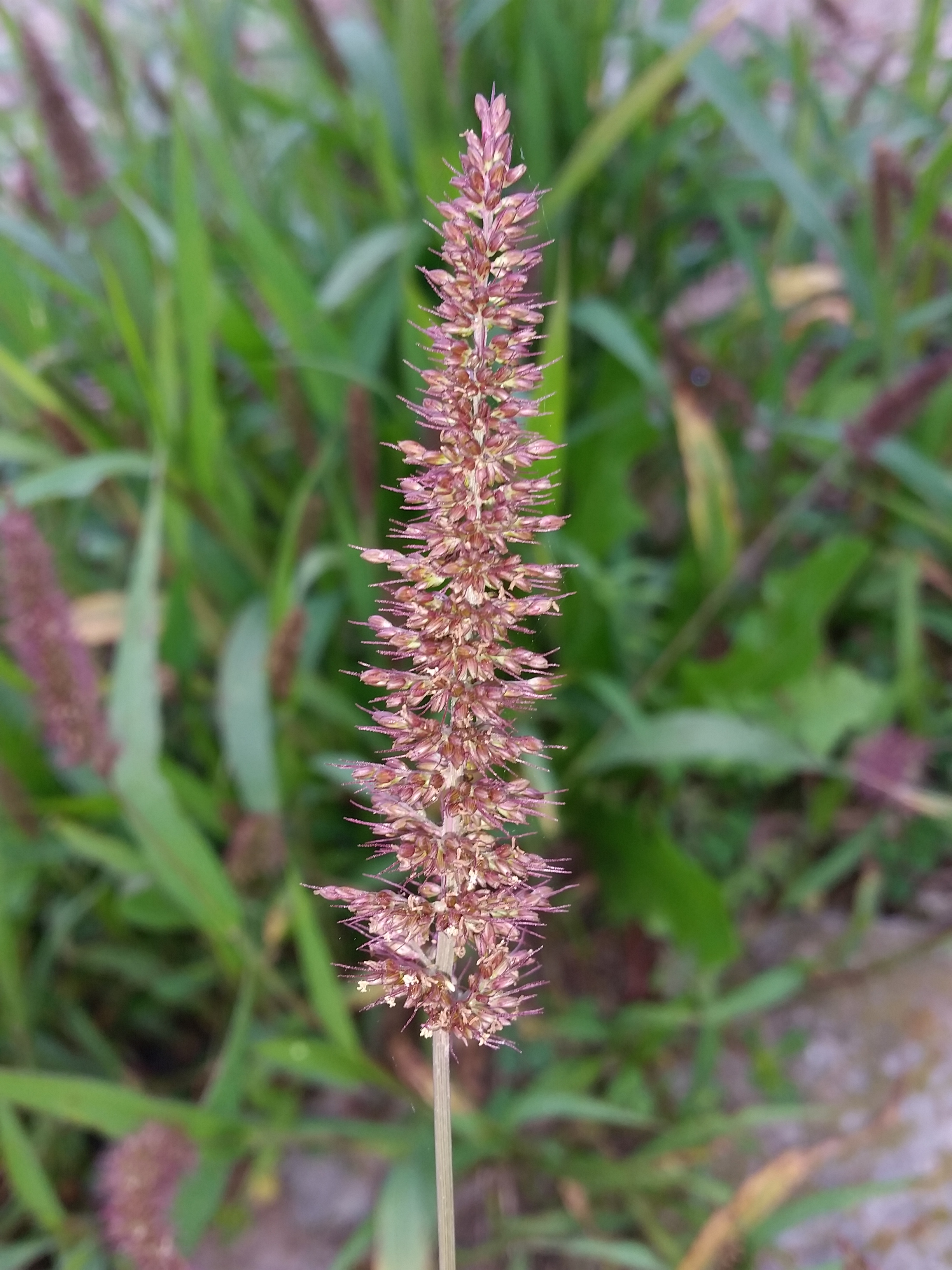
Rozvité květenství

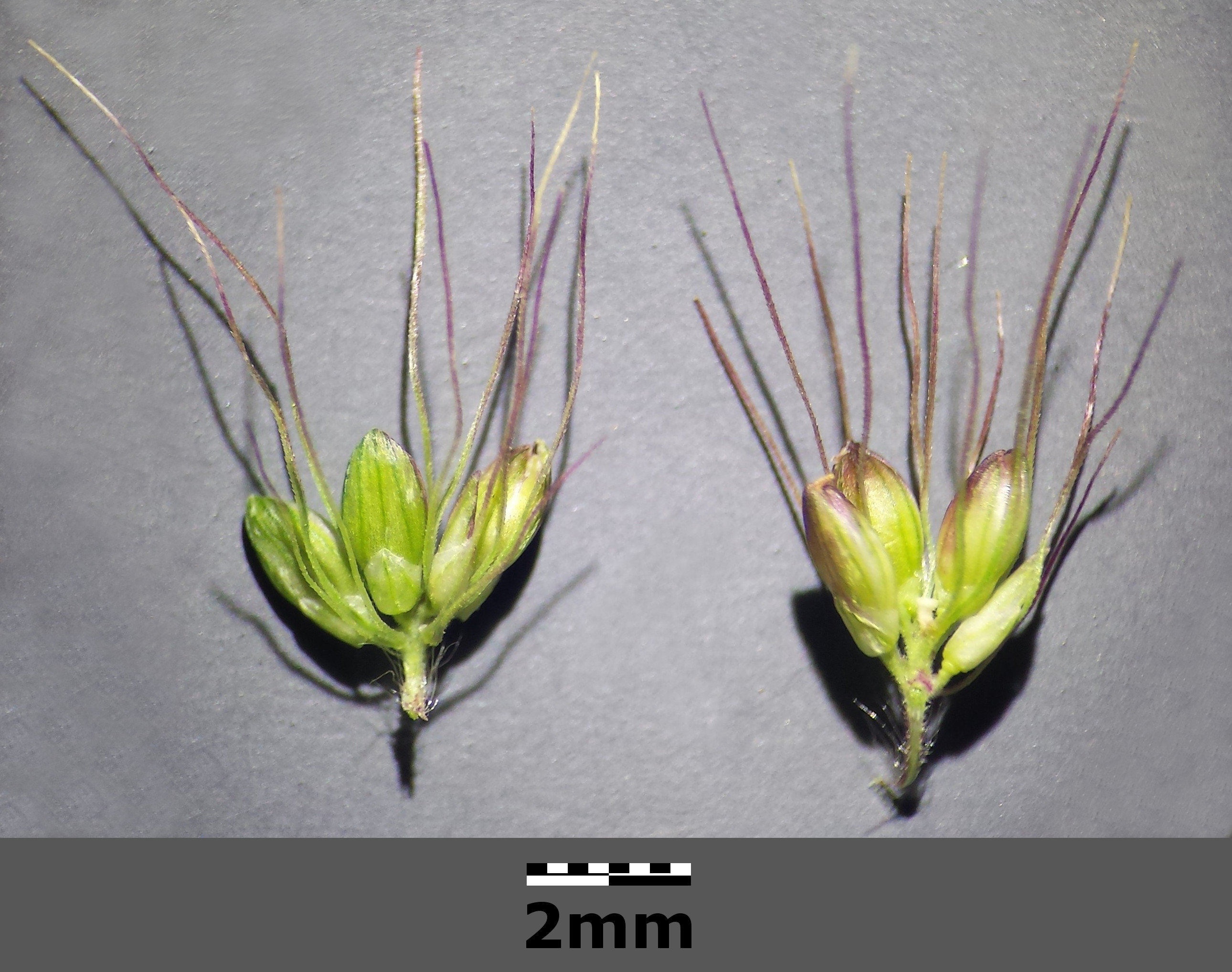
Jednokvěté klásky

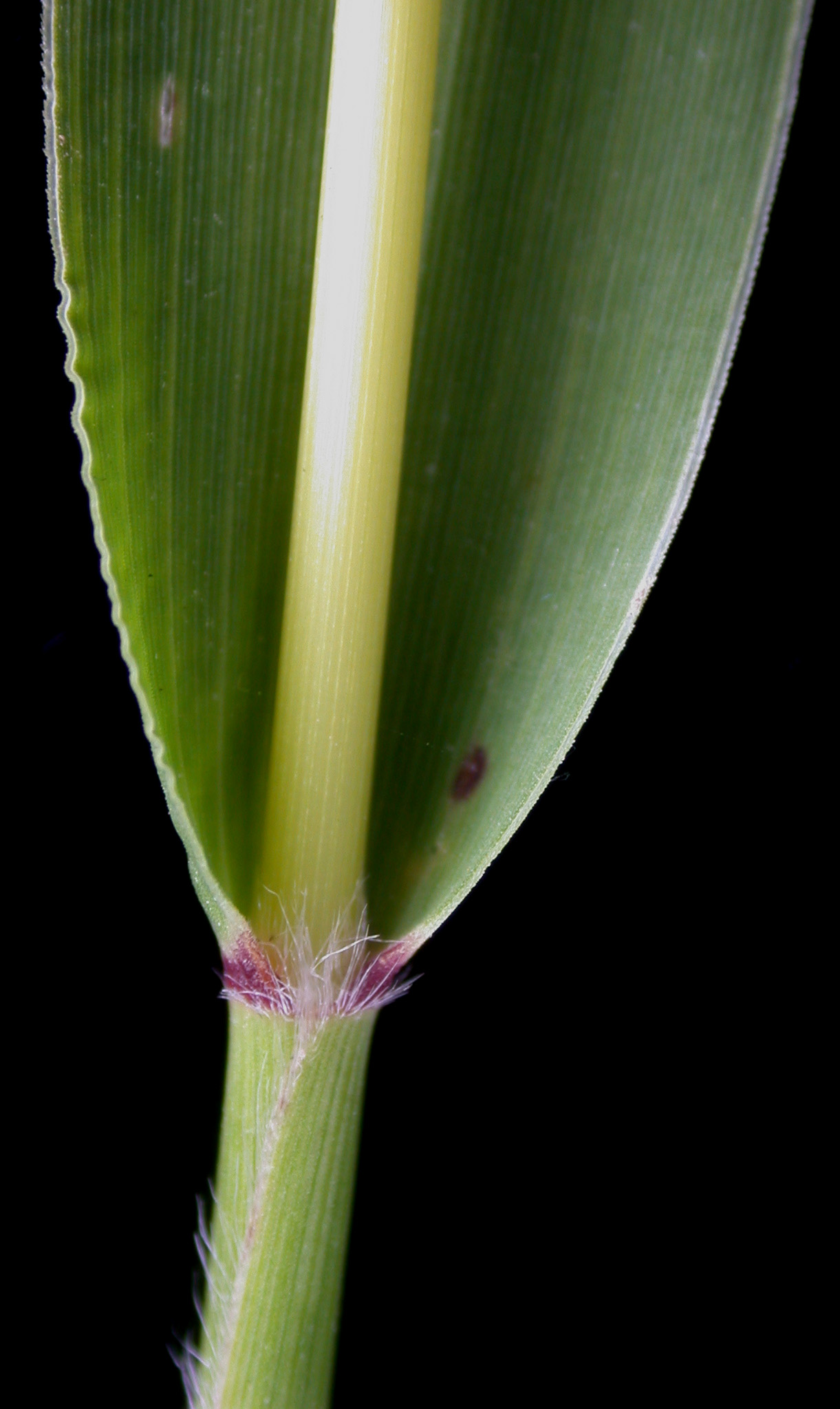
Jazýček listu

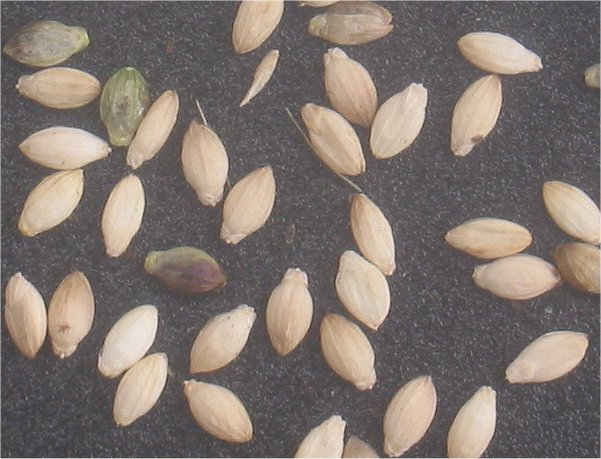
Obilky

Bér zelený (Setaria viridis) je sytě zelená, jednoletá trsnatá tráva vysoká nejčastěji do 60 cm, která se rozmnožuje semeny, obilkami. Je rostlinou odolnou vůči suchu a v teplých oblastech mírného pásu bývá více či méně obtížným plevelem. V české přírodě, kde roste od starověku, je považován za nepůvodní druh, archeofyt.
Vědecké jméno druhu viridis (zelený) je odvozeno od zeleně zbarvených štětin podpírajících klásek v květenství.

## Rozšíření
Je považován za plevel především v oblastech s mírným podnebím, v tropech se kromě vysokých nadmořských výšek vyskytuje jen zřídka. Roste hlavně na polích a v zahradách, ale také na opuštěných či narušených plochách a podél cest. Bér zelený je v Evropě (vyjma oblastí severu a severovýchodu) považován za rostlinu zdomácnělou ještě před nástupem novověku. V Africe roste v netropických oblastech na severu kontinentu, v Asii se vyskytuje mimo chladného severu a tropického jihu a v Austrálii zdomácněl na východě světadílu. V novověku byl s lidským osídlením zavlečen (vyjma chladných severních a tropických oblastí) téměř do celé Ameriky i na Nový Zéland. V mnoha zemích je tato bylina jedním z nejhojněji se vyskytujících plevelů.
V České republice se vyskytuje roztroušeně až hojně zejména v nížinách a teplých pahorkatinách, většinou na propustných půdách. Roste často jako plevelná bylina na polích, převážně v širokořádkových plodinách, jako jsou kukuřice, okopaniny a zelenina, a dále na vinicích a v zahradách, méně častěji zapleveluje obilniny. Taktéž bývá četnou rostlinou na rumištích, naplaveninách vodních toků i náspech podél řek, silnic i železničních tratí, objevuje se také okolo chodníků i v narušených travních porostech v lidských sídlech a jejich okolí, obvykle ve velkém počtu roste na strništích po sklizni obilovin.

## Ekologie
Pozdně jarní a poměrně hojná travina, která působí v české krajině pouze lokální škody a často se vyskytuje společně s podobným bérem sivým (Setaria pumila). Preferuje dobře odvodněné, písčité až hlinité půdy, které jsou středně vlhké až suché, mírně kyselé až zásadité. Bývají středně bohaté na živiny, hlavně na dusík, ale spíše chudé na humus. Je běžnou rostlinou v nížinách a ve středních nadmořských výškách. Lokálně se šíří do vyšších nadmořských výšek, přičemž svého současného výškového maxima v české krajině dosahuje v asi tisících metrech u železniční stanice Kubova Huť nedaleko Vimperka na Šumavě.
Rozmnožuje se výhradně generativně. Semena hromadně klíčí později na jaře až při vyšších teplotách půdy, nejlépe z hloubky od 2 do 4 cm. Kvete od července do podzimu a na jedné rostlině dozrává až několik tisíců obilek. Rostlina je citlivá na dostatek světla, při zastínění dochází k řídkému odnožování stébel a tím k poklesu produkce osiva. Roste velmi rychlý, má velký kořenový systém, jenž někdy zasahuje až do hloubky 2 m. Je blízce příbuzný morfologicky podobnému druhu béru italskému (Setaria italica), o obou se předpokládá, že pocházejí ze společného předka, mají podobné genomy a vytvářejí spolu hybridy. Bér zelený má počet chromozomů 2n = 18 a stupeň ploidie x = 2.

## Popis
Jednoletá, pozdně jarní, trsnatá tráva s mnoha stébly vyrůstající z volného trsu s jemně svazčitými kořeny. Stébla bývají vzpřímená, případně v kolénkách vystoupavá, někdy částečně i poléhavá, ve spodní části jsou hladká a v horní drsná, jsou dlouhá 10 až 60 cm a průměrně tlustá 3 až 7 mm. Listy vyrůstající z pochev jsou ploché, široce čárkovité až úzce kopinaté, ochablé, na vrcholu zašpičatělé, bývají dlouhé 2 až 20 cm a široké od 5 do 10 mm, zprvu jsou světle zelené až šedozelené a později nafialovělé, na líci jsou slabě drsné, po okrajích ostře drsné a na rubové straně hladké. Pochvy listů jsou hladké, čárkovitě kopinaté a zelené, pouze u prvého listu je pochva načervenalá. Jazýček listu je nahrazen věnečkem jemných chlupů, ouška zcela chybějí.
Květenství je válcovitý lichoklas klásků, někdy je nazýván úzkou válcovitou latou. Nepřetrhovaný lichoklas v délce 3 až 10 cm je tvořen klásky podepřenými jednou až třemi štětinami, které jsou tenké, po většinu času zelené a teprve později žlutohnědé, bývají dlouhé od 5 po 10 mm a jejich osténky směřují vzhůru, proto je lichoklas na pohmat zdola nahoru hladký a nepřichycuje se oděvu. Klásky jsou jednokvěté, eliptické, na konci tupé, bývají dlouhé asi 2,5 mm a široké 1 mm, vyrůstají po dvou až po několika na rozvětvených bočních větvičkách, které odbočují z vřetene květenství. Jednokvětý, na hřbetu smáčknutý, krátce stopkatý klásek má obě pluchy i tři plevy bez osin. stopkatý zelený květ klásku má tři tyčinky s nazelenalými prašníky a svrchní lysý semeník se dvěma pérovitými žlutobílými bliznami, které k zachycení pylu pro opylení vyčnívají na vrcholku klásku. K opylení květu dochází větrosnubně. Plevy jsou vejčité a okrouhlé, pluchy objímavé, za plodu jsou ztvrdlé a obilku pevně obalují, v době zralosti klásky opadávají celé.
Plod je oválně vejčitá, bělavě žlutá až žlutohnědá, pluchatá, zašpičatěná, lesklá obilka dlouhá průměrně 2 mm a široká 1 mm. Jedna statná rostlina vyprodukuje až 2000 obilek, v 1 g jich je přibližně 240 kusů a HTS je udávána 4,2 gramy. Klíčivost si podržují semena uložená v suchu až sedm roků a v půdě běžně přes pět let.

## Rozmnožování
Obilky jsou po uzrání různě dlouze dormantní, druhým rokem jejich klíčivost stoupá. Po dozrání většinou vypadají opodál mateřské rostliny, do vzdálenějšího okolí bývají roznášeny větrem nebo záplavovou či závlahovou vodou. Na nová odlehlejší místa se dostávají ve špatně čištěném osivu, případně ve statkovém hnojivu, kompostu či v balíčkované sadbě. Semena jsou schopna přežít i průchod trávicím ústrojím domácích zvířat. Protože klíčí až při vyšších teplotách, 20 až 35 °C, objevují se prvé semenáče teprve od června, na teplých místech od konce května, postupně až do konce léta. Obilky ke klíčení nepotřebují světlo, nejlépe vzcházejí z horní vrstvy půdy, nejlépe z hloubky do 4 cm a pouze ojediněle z 8 až 10 cm. Některá semena si zachovávají životaschopnost i po patnácti až dvaceti létech.

## Taxonomie
V Česku se vyskytující bér zelený byl nedávno rozdělen do dvou poddruhů:
- bér zelený pravý (Setaria viridis viridis)
- bér zelený hustoklasý (Setaria viridis pycnocoma) (Steud.) Tzvelev, 1968

Nominátní podruh má stébla dlouhá až 60 cm, na bázi se jeho rostlina silně rozvětví, lichoklas může být dlouhý do 10 cm a klásky bývají velké 2 až 2,5 mm.
Nově zjištěný poddruh, bér zelený hustoklasý, je podstatně mohutnější, má stébla sice málo větvená, ale bývají dlouhá 60 až 150 cm, jeho lichoklas může být velký až 24 cm a klásky od 2,5 po 3 mm. Tyto poddruhy nejsou ještě korektně v české i okolní přírodě rozpoznávány, navíc ještě existují rostliny s nejasným přiřazením, proto zde není přesné rozšíření těchto poddruhů uváděno.

## Možná záměna
Bér zelený bývá občas zaměňován za druhy rostoucí v obdobných podmínkách. Vzhledově podobný bér přeslenitý (Setaria verticillata) má lichoklas zdola nahoru silně drsný a alespoň u spodu je přetrhovaný, bér sivý (Setaria pumila) má klásky vyrůstající z vřetene lichoklasu pouze jednotlivě a mívající čtyři až dvanáct rezavých štětin. Někdy je zaměňován za bér italský (Setaria italica), který je pěstován pro semena využívána jako krmivo pro ptáky.

## Význam
Mladé rostlinky jsou poměrně dobrá pícnina a zvířata je ráda zkrmují, obilky mají podobnou výživnou hodnotu jako obilná zrna. Po odkvětu ale ztvrdlé osiny způsobují zvířatům poranění zažívacího ústrojí a dutiny ústní a proto se od jeho pěstování jako zeleného krmiva upustilo. Vysévá se pouze místy a jeho semena se sklízejí jako potrava pro ptáky.
Rostliny béru zeleného jsou, v závislosti na počtu vyrostlých jedinců, pro okolní plodiny různě silně konkurenčním plevelem. Na výživné půdě v okopaninách většinou vytvářejí mohutné trsy, které pěstované rostliny utlačují, zastiňují a obírají o vláhu a živiny. Při silném zaplevelení, nad 50 rostlin na 1 m², byly zjištěny ztráty na výnosu u kukuřici 6 až 18 %, u sóje 30 až 63 % a cukrové řepy byly výnosy nižší od 27 po 36 %. Při nedodržení správného postupu při střídání plodin, stejně jako po neprovedené podzimní podmítce strnišť, může na poli zaplevelení dosáhnout i hustoty 3000 rostlin na 1 m². Na postemergentnímu ošetření graminicidy je však bér zelený dostatečně citlivý a lze jej postřiky v zasažených porostech úspěšně zlikvidovat.